# Thyene coccineovittata
Thyene coccineovittata är en spindelart som först beskrevs av Simon 1885 [1886.  Thyene coccineovittata ingår i släktet Thyene och familjen hoppspindlar. Inga underarter finns listade i Catalogue of Life.